# ¿Por qué esconderlos?
|  |

El aguafuerte ¿Por qué esconderlos? es un grabado de la serie Los Caprichos del pintor español Francisco de Goya. Está numerado con el número 30 en la serie de 80 estampas. Se publicó en 1799.

## Interpretaciones de la estampa
Existen varios manuscritos contemporáneos que explican las láminas de los Caprichos. El que se encuentra en el Museo del Prado se tiene como autógrafo de Goya, pero parece más bien despistar y buscar un significado moralizante que encubra significados más arriesgados para el autor. Otros dos, el que perteneció a Ayala y el que se encuentra en la Biblioteca Nacional, realzan la parte más escabrosa de las láminas.
- Explicación de esta estampa del manuscrito del Museo del Prado: La respuesta es fácil. Porque no los quiere gastar, y si no los gasta, porque tiene los 80 cumplidos y no puede vivir un mes, todavía teme que le ha de sobrar la vida y faltarle el dinero. Tan equivocados son los cálculos de la avaricia.[2]

- Manuscrito de Ayala: Obispo avaro. En vano esconde en sus talegas rodeándose de sobrinos y otros sacristanes.[2]

- Manuscrito de la Biblioteca Nacional: Un clérigo avaro y muy respetable esconde sus talegas; pero ya se las buscan sus sobrinos y otros sacristanes.[2]

## Técnica del grabado
Aguafuerte, aguatinta bruñida y punta seca